# Museu de Belles Arts de Tours
El Museu de Belles arts de Tours (Musée des Beaux-Arts de Tours) es troba en l'antic palau del bisbe, prop de la catedral St. Gatien, on ha estat des de 1910. Mostra riques i variades col·leccions, incloent-hi la pintura que és una de les primeres a França tant en qualitat com en diversitat de les obres presentades.

## Descripció

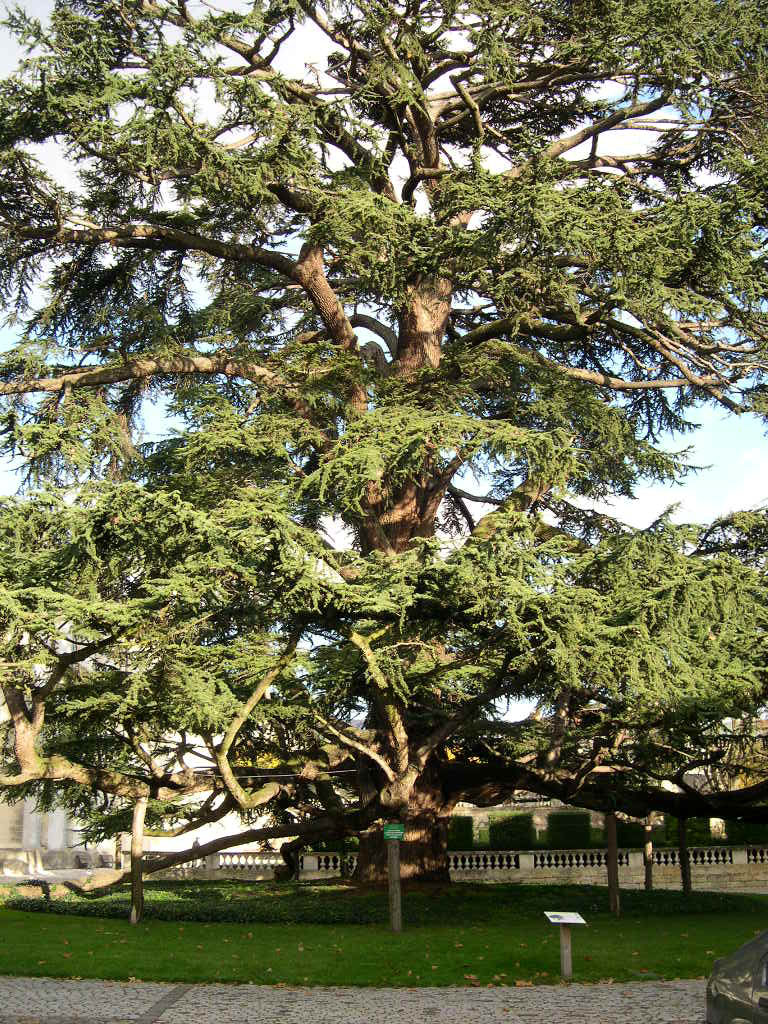
El cedre del Líban

Al pati hi ha un magnífic cedre del Líban i un elefant de peluix en un edifici enfront del museu. Aquest elefant va ser assassinat per un atac de bogeria durant una desfilada de circ pel circ "Barnum & Bailey" als carrers de Tours el 10 de juny de 1902.
El museu té més de 12.000 obres, de les quals 1.000 estan a la disposició del públic. En la planta baixa, el museu té una sala dedicada especialment a l'art de Tours dels segles XV i XVI.
El museu va ser classificat com a monument històric el 27 de juny de 1983.

## Col·leccions
El museu compta amb una gran i prou homogènia col·lecció de pintures, que inclou diverses obres mestres com dues pintures d'Andrea Mantegna, de la predel·la de l'Altarima Sant Zenó:
- Col·lecció de primitius italians mostra obres de Mantegna, Antonio Vivarini, Giovanni di Paolo, Lippo d'Andrea i Lorenzo Veneziano. La pintura italiana dels segles següents està representada per obres de Giovanni Battista Moroni, Mattia Preti, Sebastiano Conca, Francesco Caire i Giuseppe Bazzani.
- Jean-Claude Vignon, Philippe de Champaigne, Jacques Blanchard, Noël Coypel, Eustache Le Sueur, Jean Jouvenet, Charles-André van Loo, Henri-Camille Danger, Hyacinthe Rigaud, Nicolas, Jacint Rigau-Ros i Serra, Nicolas de Largillière.
- La col·lecció de pintura flamenca i holandesa presenta obres d'artistes com Rubens (Virgin and Child), Rembrandt, Frans II Francken, Gerard ter Borch, Bartholomeus van der Helst, David Teniers the Young.
- La pintura moderna està representada amb obres de Maurice Denis o Maria Helena Vieira da Silva.
- Hi ha escultures de Jean-Antoine Houdon, Auguste Rodin, Antoine Bourdelle, Alberto Giacometti i Olivier Debré.

## Fotos

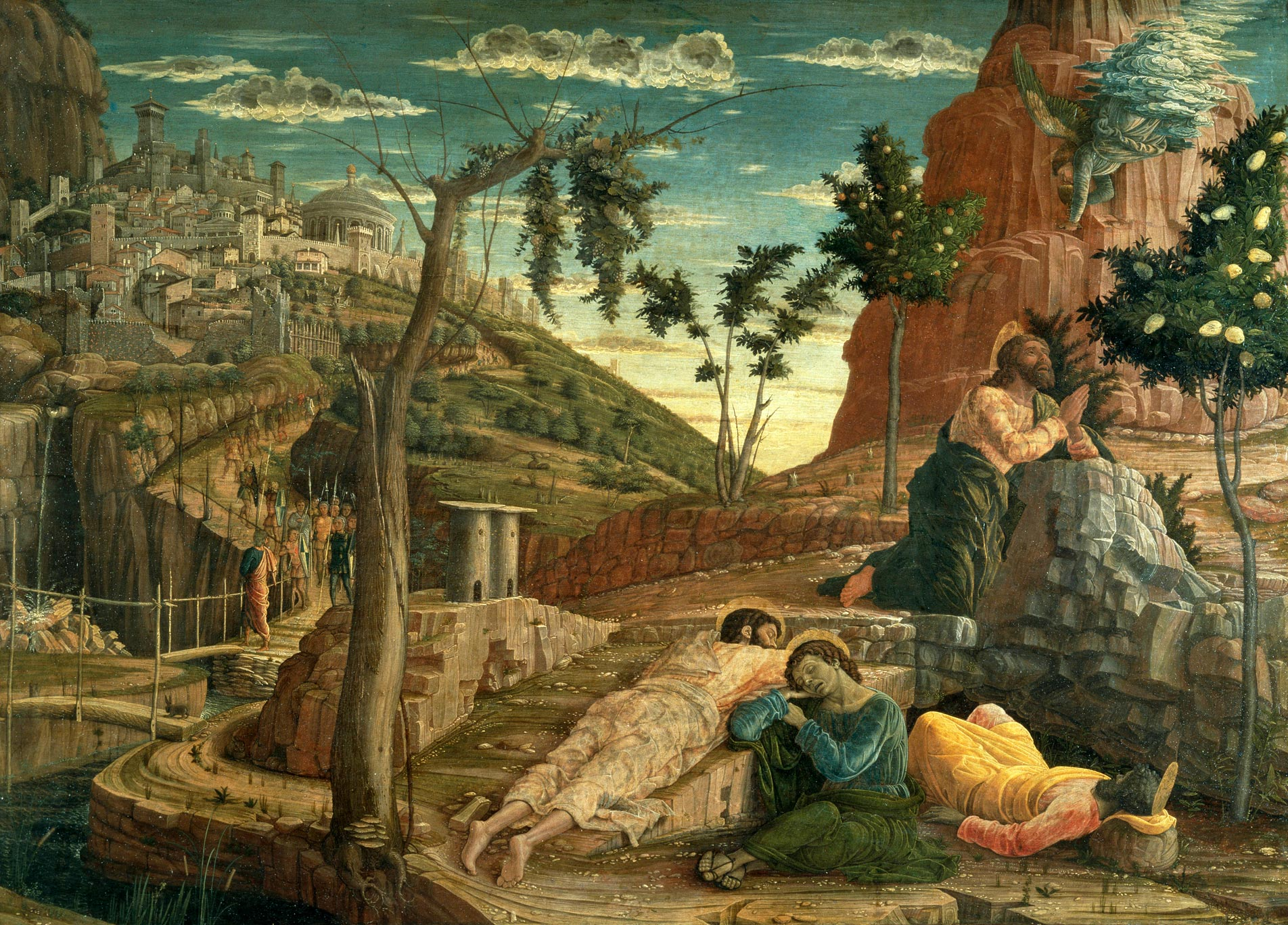
Crist al jardí de les olives d'Andrea Mantegna, 1459
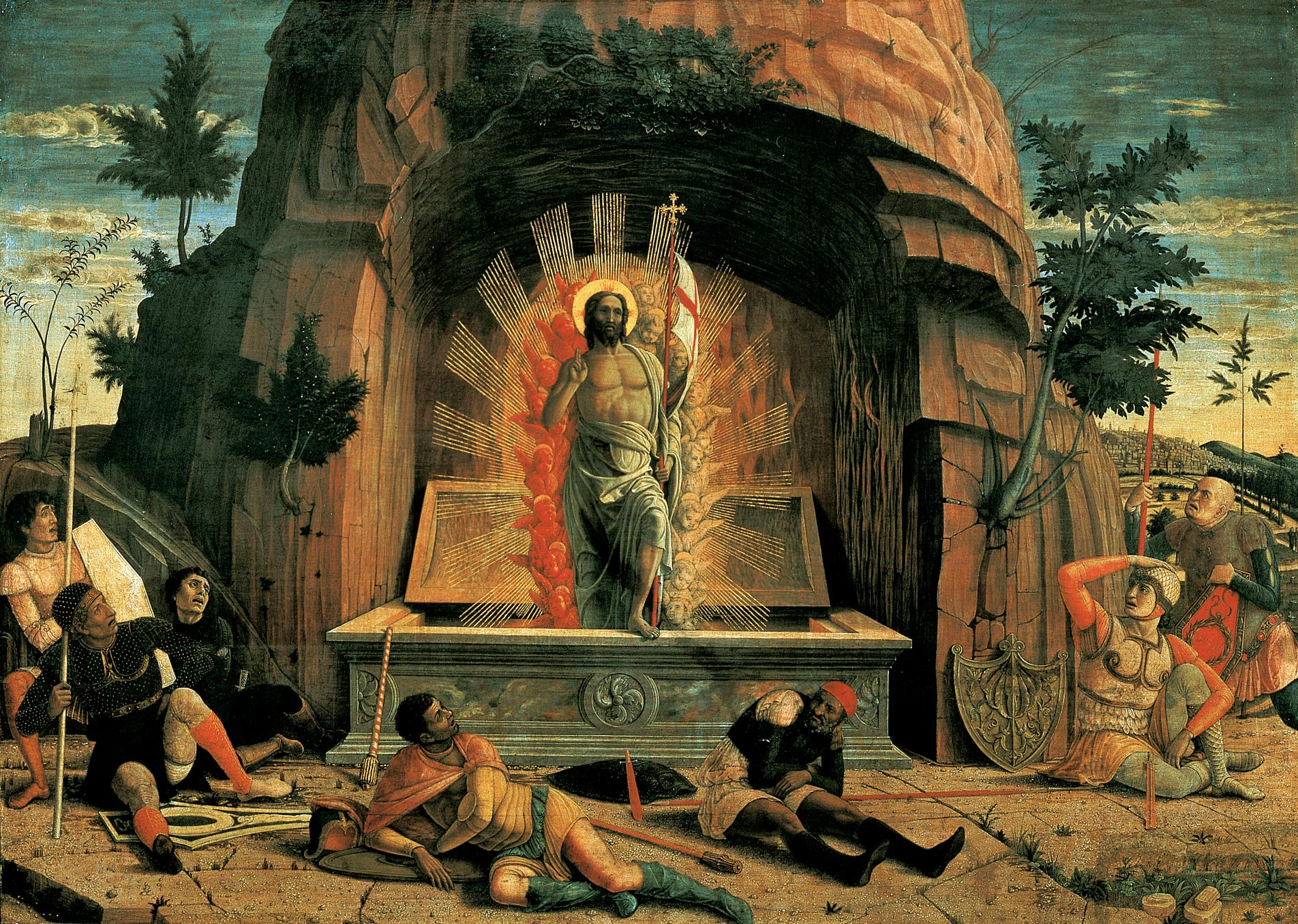
La resurrecció d'Andrea Mantegna, 1459
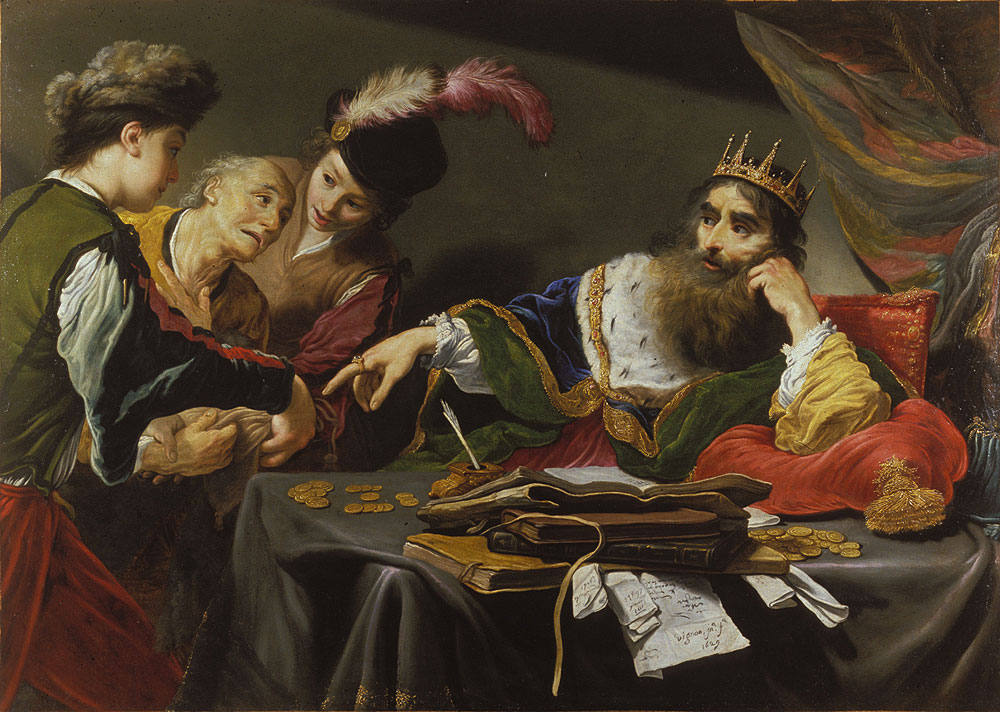
Paràbola del servent imperdonable de Claude Vignon, oli, 1629
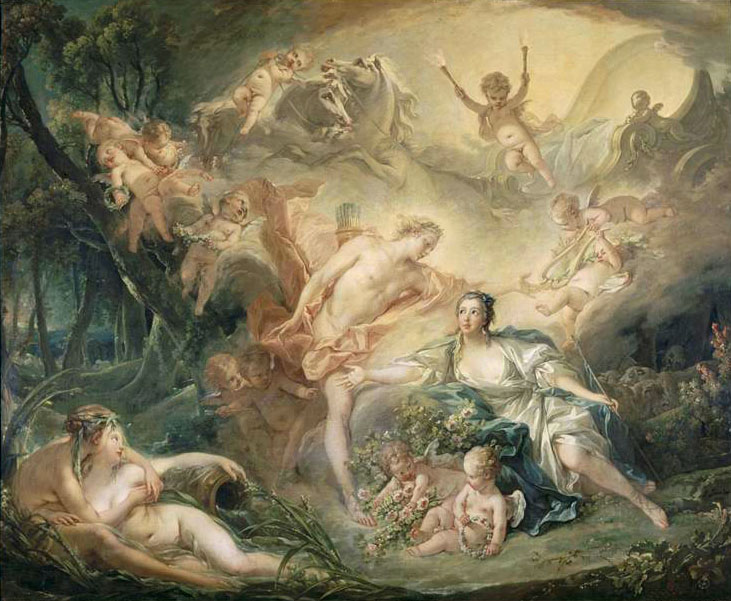
Apol·lo revelant la seva divinitat davant la pastora Isse de François Boucher, oli, 1750
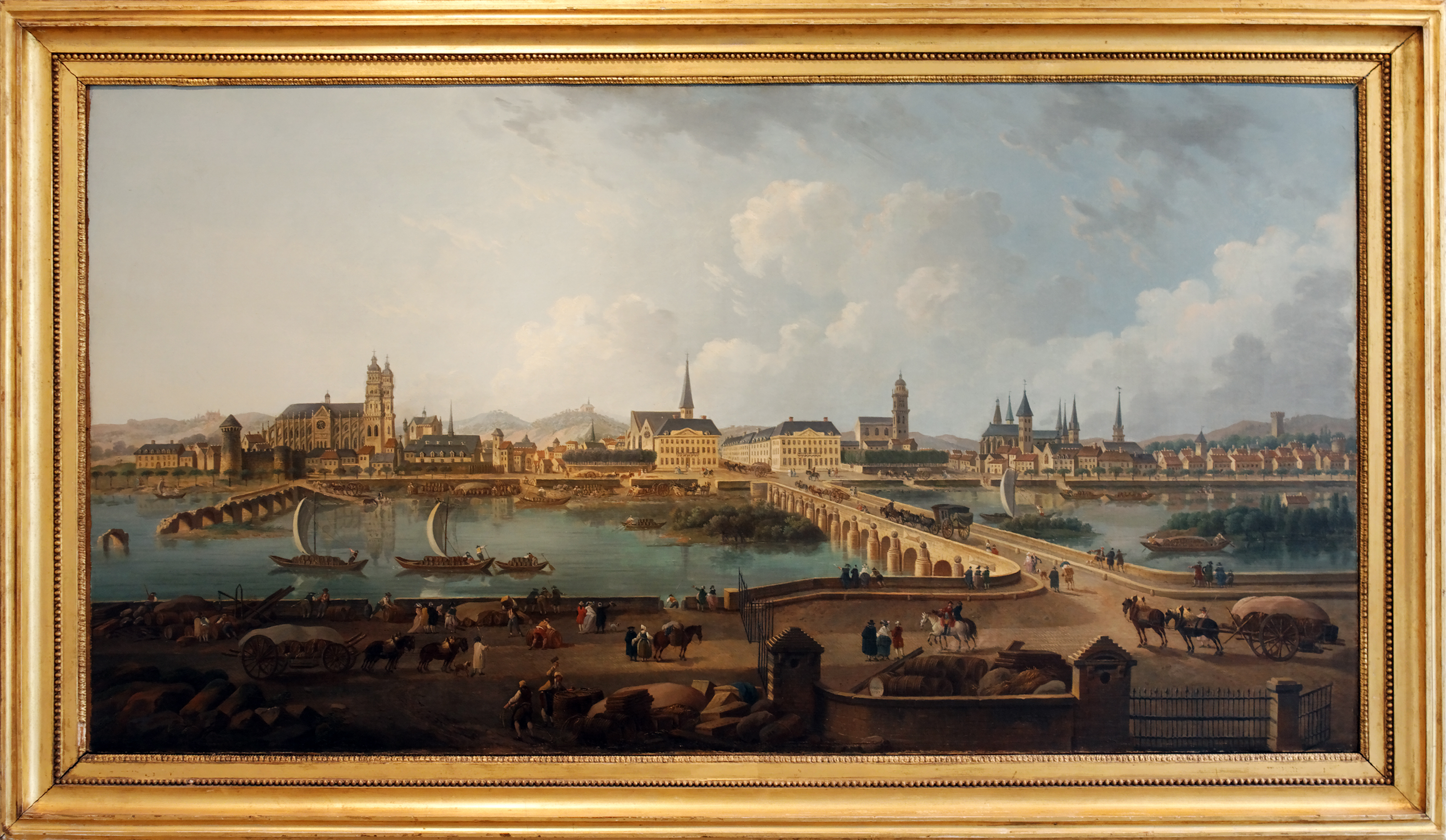
Vista panoràmica de Tours de Demachy